# CCleaner
CCleaner (abréviation de Crap Cleaner) est un logiciel gratuit conçu pour optimiser le fonctionnement d'un ordinateur muni d'un système d'exploitation Windows, Mac OS / OS X. 
Le logiciel supprime les fichiers et les enregistrements inutiles du système, ce qui permet à l'ordinateur de fonctionner plus rapidement, et libère de l'espace sur les périphériques de stockage (disques durs ou SSD). Il efface également les traces de navigation sur Internet (historique des pages visitées, cookies...), ainsi que les traces d'accès aux fichiers de l'ordinateur ou à d'autres applications spécifiques
Le logiciel est également un nettoyeur de registre.
En 2017, le logiciel est incriminé d'avoir diffusé durant un mois, une version infectée d'un logiciel malveillant d'espionnage industriel.

## Fonctions
Les fonctions de CCleaner sont les suivantes :
- suppression des fichiers en double ;
- correction des enregistrements de la base de registre ;
- désinstallation de programmes ;
- gestion des logiciels et services lancés au démarrage de Windows ;
- gestion des points de restauration système de Windows ;
- nettoyage de l'espace libre et des entrées périmées de la MFT ;
- analyse des disques de l'ordinateur ;
- recherche de doublons.

### Suppression des fichiers inutiles
CCleaner permet de supprimer les fichiers inutiles des principaux programmes de Microsoft.
Pour le système d'exploitation, il permet de supprimer :
- le contenu de la Corbeille ;
- les fichiers temporaires ;
- les fichiers de vidage mémoire ;
- le contenu du presse-papiers ;
- les fragments de fichiers ;
- les fichiers journaux de Windows ;
- les raccourcis du menu Démarrer ;
- les raccourcis du bureau.

Pour l'Explorateur Windows, il permet de supprimer :
- l'inclusion de l'Explorateur dans le menu Démarrer ;
- l'historique des saisies automatiques de recherche (menu Exécuter) ;
- la liste des documents récemment consultés ;
- les autres listes d'éléments mémorisés par l'Explorateur de fichiers.

Pour les navigateurs Internet (comme Firefox ou Google Chrome), il permet de supprimer :
- les fichiers Internet temporaires ;
- le cache de navigation ;
- les cookies ;
- l'historique de navigation ;
- les adresses tapées récemment ;
- les fichiers index.dat ;
- l'emplacement des fichiers téléchargés ;
- l'historique des saisies automatiques ;
- les mots de passe enregistrés.

Le logiciel supprime aussi les fichiers temporaires, la liste des fichiers utilisés et les autres fichiers sensibles des applications suivantes de Microsoft : Microsoft Office, MS Management Console, Paint, WordPad, Windows Media Player, Windows Defender, et l’Éditeur du Registre (regedit).
Il supprime également les fichiers sensibles de plusieurs applications tierces comme Firefox, Opera, Netscape, Java, eMule, Kazaa, Google Chrome, Nero, Adobe Reader, Adobe Flash Player, QuickTime Player, Real Player, WinRAR, WinZip et Notepad++.

### Correction des enregistrements de la base de Registre
CCleaner supprime les enregistrements inutiles et corrige les erreurs de la base de Registre, tout en permettant à l'utilisateur de restaurer une version antérieure de la base de Registre dans les cas très rares où la suppression causerait une instabilité du système ou une perte de fonctionnalité.

## Controverses

### Infiltrations d'un logiciel malveillant
Le 18 septembre 2017, la société Piriform, éditrice du logiciel CCleaner, annonce avoir observé que deux versions 32 bits du logiciel (CCleaner v5.33.6162 et CCleaner Cloud v1.07.3191) ont été infectées par un logiciel malveillant : la version 5.33 correspondait de manière illégale avec un serveur situé aux États-Unis,. L'entreprise indique que la version suivante (5.34) résout le problème de sécurité.
Une société de sécurité informatique israélienne, avait informé Piriform le 12 septembre de l'infection, puis Talos Intelligence, la branche sécurité de Cisco, qui indiquait dans un rapport que la version compromise du logiciel était signée d'un certificat valide et proposée en téléchargement sur le site de l'éditeur pendant environ un mois.
Dans un billet publié le 19 septembre sur le blog d'Avast, la maison-mère de Piriform depuis juillet 2017, les dirigeants des deux sociétés indiquent que la version corrompue a été installée par un peu plus de 2,7 millions d'utilisateurs et que les nouvelles mises à jour ont réduit le nombre d'utilisateurs de cette version compromise de CCleaner est tombé à 700 000. En outre, ils sont parvenus à identifier la machine utilisée pour opérer le malware et à la désactiver. De fait, l'attaquant n'a donc théoriquement plus de contrôle sur les machines infectées et ne peut plus les utiliser pour envoyer un code malveillant sur les machines-cibles. Avast, ayant pris des mesures pour s'assurer que ce genre de problème ne se reproduira plus, indique que l'infrastructure de Piriform est à cette date en cours de migration vers celle d'Avast, permettant de disposer d'un meilleur contrôle sur la chaîne de développement des logiciels. Les utilisateurs ayant la version infectée sont invités à la supprimer et à utiliser la version à jour 5.34,.
Le 20 septembre, il est révélé que le malware implanté dans CCleaner cachait une seconde attaque, ciblée cette fois-ci. Selon Cisco, le logiciel malveillant cachait un logiciel indépendant visant les grandes entreprises comme Google, Samsung, Sony, Microsoft, HTC et Cisco elle-même, et cherchait à collecter des informations techniques confidentielles, s'installant profondément dans le système informatique des machines visées. La liste des entreprises ciblées aurait évolué au fil du temps, plusieurs centaines de noms de domaine d'organisations gouvernementales auraient été visés,. Les chercheurs de Cisco invitent les utilisateurs de CCleaner à « procéder à une restauration [système] depuis une sauvegarde ou une image système pour s'assurer d'avoir complètement retiré non seulement la version de CCleaner contenant la porte dérobée mais également tout autre malware qui pourrait résider sur le système ».
Cette technique d'espionnage industriel, inscrite dans le second logiciel, fait dire aux observateurs que cette cyberattaque a été organisée par un État, la Chine étant suspectée,.

### Collecte de données
La société Piriform, rachetée par Avast en juillet 2017,,, collecte la version de votre système d'exploitation sur lequel le logiciel CCleaner est installé, ainsi que la présence du navigateur Google Chrome parmi les logiciels installés. Il est à noter que CCleaner propose l'installation des logiciels Google Chrome ou Avast Antivirus par défaut, sous forme de petite case pré-cochée dans le programme d'installation.

## Identités visuelles

logo de CCleaner avant la quatrième version, sortie en 2013.
logo actuel de CCleaner depuis 2013.

## Logiciels concurrents
- Wise Disk Cleaner
- BleachBit : logiciel open source gratuit.
- Microsoft PC Manager : Logiciel gratuit développé par Microsoft[14].